# Wassan-Girej Dżabagijew
Wassan-Girej Dżabagijew (ros. Вассан-Гирей Джабагиев, także: Вассан-Гирей Джабаги, tur. Vassan Giray Cabağı, w polskojęzycznych publikacjach także jako Wassan Girej Dżabagi, ur. 3 maja 1882 r. w Nasyr-Kort w Rosji, zm. 18 października 1961 r. w Stambule) – północnokaukaski działacz polityczny, z pochodzenia Ingusz, emigracyjny dziennikarz i publicysta, członek Północnokaukaskiego Komitetu Narodowego podczas II wojny światowej.
W latach 1917–1919 był przewodniczącym parlamentu Republiki Górskiej Północnego Kaukazu. Przez pewien czas pełnił też funkcję ministra finansów. W 1919 r. reprezentował Republikę na Konferencji Wersalskiej. Następnie przebywał na emigracji. Od 1927 r. mieszkał w Polsce. Redagował pisma "Przegląd Islamski" i "Orient". Był związany z ruchem prometejskim. W 1938 r. wyjechał do Turcji jako korespondent PAT. W 1942 r. przyjechał do Berlina, zostając członkiem Północnokaukaskiego Komitetu Narodowego. Objeżdżał obozy jenieckie z wziętymi do niewoli czerwonoarmistami z Kaukazu, prowadząc propagandę antysowiecką i werbunek do nowo formowanych Ostlegionów. Wkrótce powrócił do Turcji, gdzie zmarł 18 października 1961 r.. Jego córką była Dżennet Dżabagi-Skibniewska.